# Otto Rahm
Otto Rahm (* 8. September 1904 in Hamburg; † 13. Januar 1994 in Deinste) war ein norddeutscher expressionistischer Maler, Graphiker und Bildhauer.

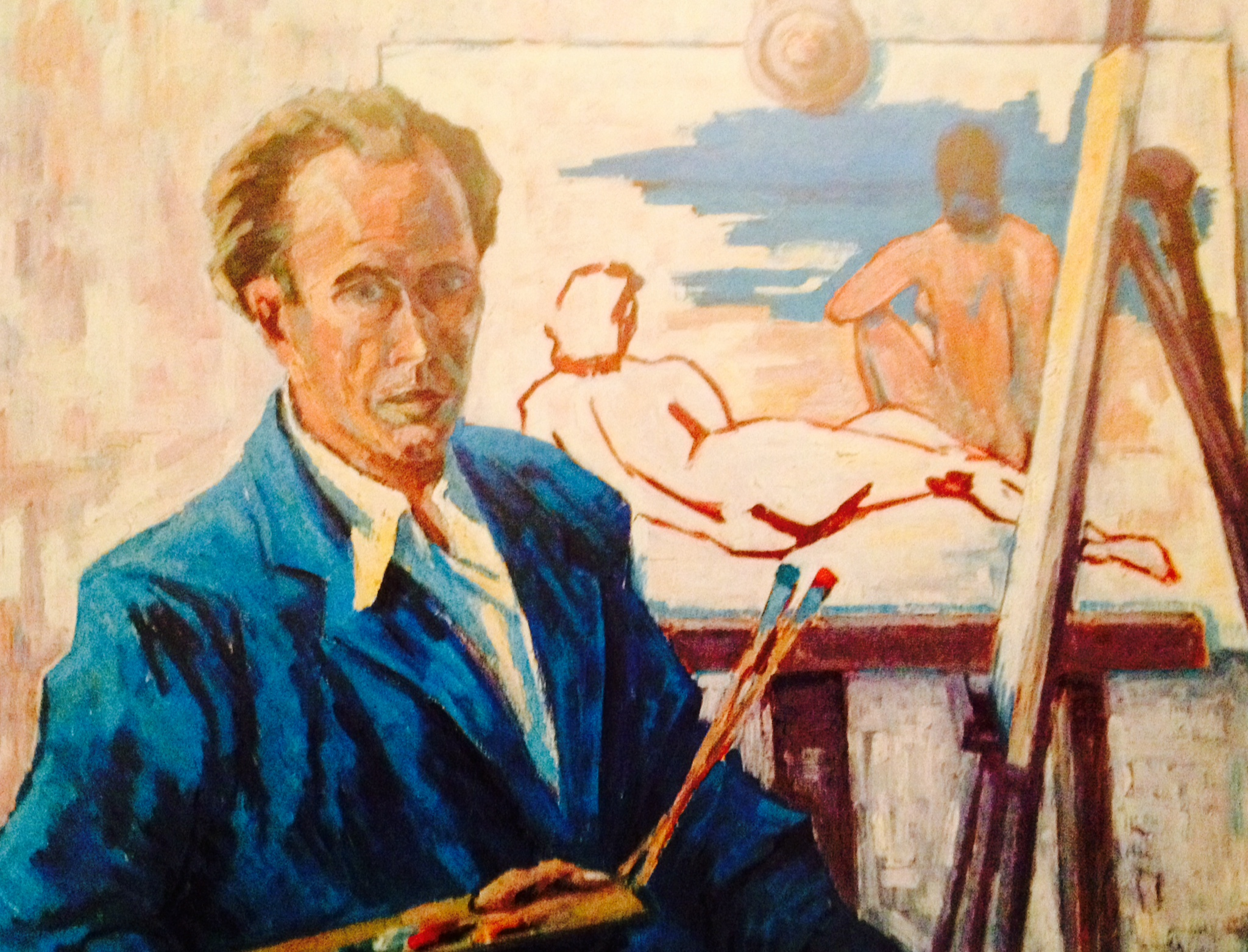
Otto Rahm: Selbstbildnis, 1953

## Leben
Geboren wurde Otto Rahm als jüngstes von sieben Kindern des letzten amtierenden Priesters an der katholisch-apostolischen Kirche in Hamburg-Borgfelde August Rahm (* 23. Februar 1865; † 27./28. Juli 1943) und seiner Ehefrau Alwine, geb. Brauer (* 18. Oktober 1862; † 27./28. Juli 1943). Nach seiner Berufsausbildung zum Bankkaufmann bei der Commerzbank absolvierte Rahm eine Ausbildung zum Maler und Graphiker an der privaten Kunstschule Loibel. Danach studierte er, aus wirtschaftlichen Gründen allerdings nur für kurze Zeit, bei Arthur Illies und Julius Wohlers an der Landeskunstschule, der heutigen Hochschule für bildende Künste Hamburg. Rahms künstlerische Begabung erkannte und förderte bereits in seiner Jugend der Hamburger Maler, Graphiker, Zeichner, Heimatforscher sowie Schriftsteller Hans Förster, der in den Jahren nach dem Ersten Weltkrieg als Quereinsteiger das Fach Kunst an einigen Schulen in Hamburg unterrichtete. Hieraus entwickelte sich eine Künstlerfreundschaft, die bis an das Lebensende Försters anhielt. Später kam Rahm insbesondere durch seine Freundschaft mit dem Altonaer Maler Fritz Kistenmacher (1889–1947) mit der Hamburger Freilichtmalerei in engere Berührung. Eine weitere große Anregung ging vom Expressionismus aus. Rahm besuchte die Ausstellungen der Brücke-Künstler in Hamburg. Er hörte Vorträge von Gustav Pauli, Max Sauerlandt und Rosa Schapire. Doch ebenso speiste Rahms Kunst sich aus der Quelle der eine Generation älteren Maler, die vom Impressionismus zu einem expressiven Ausdruck gelangten. Insbesondere anzuführen sind hier Paul Cézanne, Paul Gauguin und Vincent van Gogh.
Rahm heiratete 1927 seine Jugendliebe Ilse, geb. Bauch (* 26. September 1906 in Hamburg; † 24. Juni 1990 in Deinste), die später als Gobelin- und Handweberin im Alten Land und darüber hinaus bekannt wurde. Das Ehepaar zog aus der Großstadt Hamburg zunächst ins ländliche Emmelndorf und darauffolgend Moisburg. Aus ihrer Beziehung gingen vier gemeinsame Kinder hervor. 1933 siedelte die Familie ins Alte Land nach Guderhandviertel um, wo Rahm noch bis 1939 als Bankkaufmann bei der damaligen Altländer Sparkasse in der Filiale Steinkirchen tätig war. 1939 verlor er jedoch durch Denunziation seinen für sicher gehaltenen Arbeitsplatz bei der Sparkasse, worauf Rahm den Lebensunterhalt für seine Familie als Arbeiter in der Landwirtschaft verdienen musste. Rahm gehörte während der nationalsozialistischen Diktatur der Bekennenden Kirche an. Der mit ihm befreundete Pastor Meyer an der St. Bartholomäus-Kirche in Mittelnkirchen, der im Ersten Weltkrieg Kapitän der Kaiserlichen Marine war, verhalf Rahm durch seine guten Kontakte zum Kreiswehrersatzamt in Stade zum sofortigen Eintritt in die Wehrmacht, um sich auf diese Weise möglichst weiterer Verfolgung durch die NSDAP entziehen zu können. Als Funker bei der Luftwaffe wurde er 1941 bei einem Einsatz über Russland schwer verwundet. Nach seiner Genesung wurde Rahm auf den Flughäfen Riga und Magdeburg-Ost sowie in der Funkstation auf dem Brocken im Harz eingesetzt. Schließlich wurde er mit der Leitung der deutschen Funkstation auf dem Eiffelturm in Paris betraut. Einige Gemälde aus diesen Städten zeugen davon, dass er sich auch während der letzten Kriegsjahre, soweit die Lage dies zuließ, in seinen Dienstpausen der Malerei widmete.
Erst nach Ende des verheerenden Zweiten Weltkrieges 1945 gelang es Rahm, allerdings wegen der bis zur Währungsreform 1948 noch vorherrschenden schwierigen wirtschaftlichen Situation auch nur langsam, sich als freischaffender Künstler zu etablieren. Durch erlebten Krieg, erlittene Verwundung und Verlust beider Eltern, einer Schwester sowie eines Neffen in einer einzigen Bombennacht in Hamburg musste sein ursprünglicher Optimismus einer verantwortlichen Nachdenklichkeit weichen, ohne jedoch absolut negativ zu sein. Davon zeugen mehrere Werke, einige mit Themen biblischen Inhalts, die ihm im Rahmen seiner kreativen Arbeit viel bedeuteten, zum Beispiel das Bild „Hiob“ oder aber der „Trommler“, mit dem Rahm sich von Gewaltverherrlichung und Kriegsverharmlosung distanzierte.

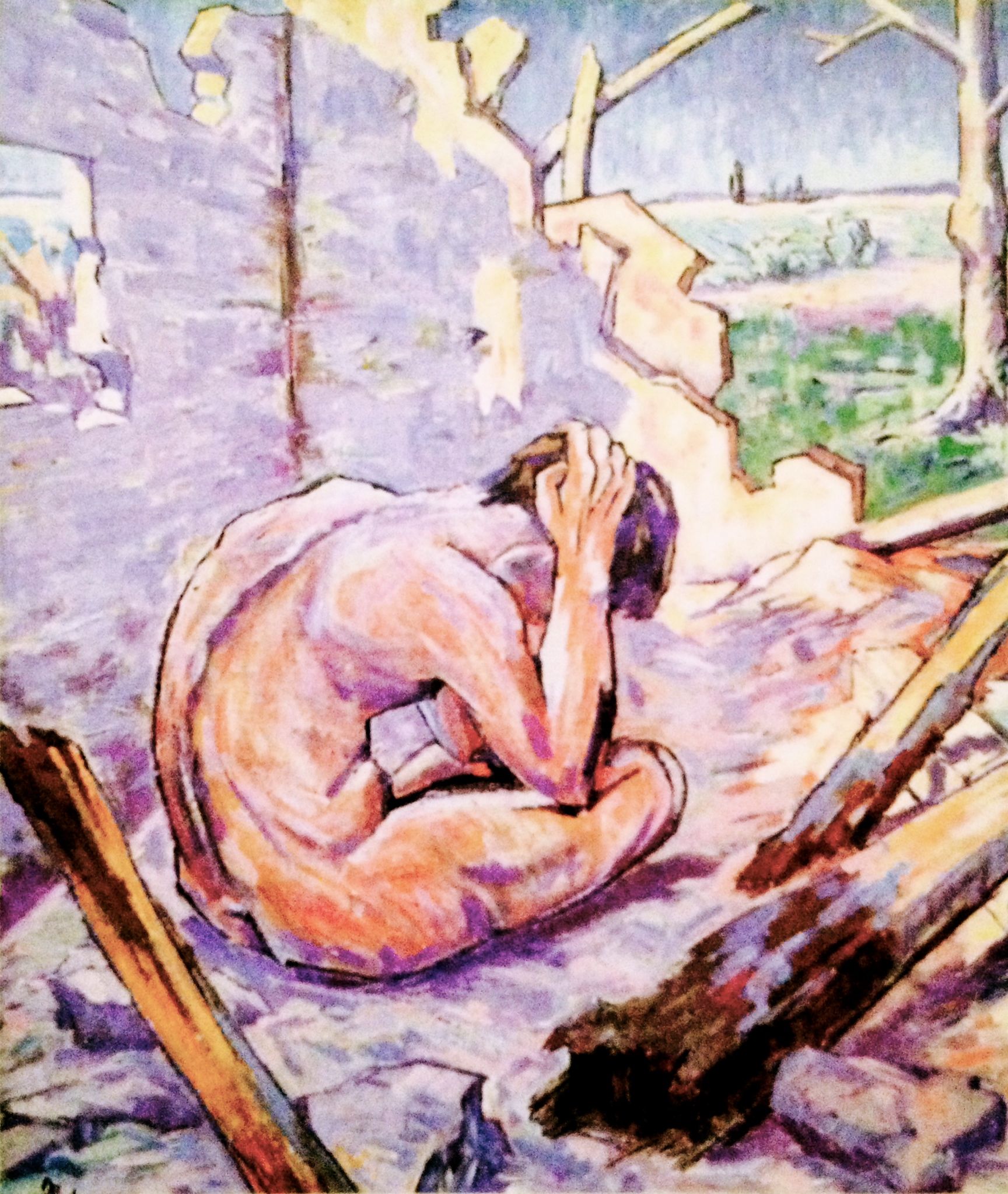
Otto Rahm: Hiob, 1951

1951 gründete Otto Rahm im Auftrag des Niedersächsischen Kultusministeriums die Bezirksgruppe Stade-Cuxhaven des Bundes Bildender Künstlerinnen und Künstler für Niedersachsen e.V. (BBK Niedersachsen) und gehörte viele Jahre ihrem ehrenamtlich arbeitenden Vorstand an. Zwei Jahre später rief er gemeinsam mit dem Maler und Graphiker Hermann Gawlik als eine Art Notgemeinschaft nach dem Vorbild der Griffelkunst-Vereinigung Hamburg den 16 Jahre lang mit über 100 Mitgliedern bestehenden Verein Freunde der bildenden Kunst e.V. in Stade ins Leben, der einerseits den beteiligten Künstlern einen bescheidenen Absatz ihrer Werke sicherte und andererseits mit Vorträgen die kulturelle Szene belebte. 1956 zogen Otto und Ilse Rahm in das Pastorenhaus in Neuenkirchen, wo Rahm seinen künstlerischen Schaffensschwerpunkt hatte. Seine tiefe Religiosität und seine Verbundenheit mit der evangelischen Kirche führten in den Jahrzehnten nach 1945 zu zahlreichen Aufträgen in den Bereichen Sakralkunst und Kirchenkunst am Bau. Aus diesen Arbeiten resultierten vielfältige weitere öffentliche Aufträge. So wurden nach Entwürfen Rahms mehr als 40 Gestaltungen geschaffen, die sich am einfachsten unter dem Begriff „Kunst am Bau“ zusammenfassen lassen: Wandbilder in Metall oder Keramik und Kirchenglasfenster. Daneben blieb er jedoch immer der Malerei treu. Zu seinen Hauptmotiven zählten der Mensch, die Landschaft, aber auch sein Blumengarten. Ebenso malte er Stillleben. Seine Landschaften und Blumenbilder sind von herber, doch farblicher Schönheit. Sie gehen weit über die reine Abbildung hinaus und wirken in ihrer kraftvollen, aber zugleich verhaltenen Farbgebung ruhig wie Stillleben. Zudem widmete er sich der Druckgraphik. Als Holzschnitte realisierte er zahlreiche Motive aus dem Alten Land und im Auftrag vieler norddeutscher evangelischer Kirchengemeinden mehr als 150 Urkunden zur Taufe, Trauung, Konfirmation und Goldenen Konfirmation. Zusätzlich entwarf Rahm für einige der Kirchengemeinden auch Kirchensiegel und ein Erscheinungsbild für die Gemeindebriefe. Wenn Otto Rahm als Einzelgänger bezeichnet werden muss, was sein Werk angeht, so ist das durchaus im positiven Sinne zu deuten. Seine Bilder zeigen eine kreative und handwerkliche Konsequenz, die fern von Galerie- und Kunstmarktrummel ganz aus sich selbst lebt und keine kommerziellen Zugeständnisse macht. Seine Arbeiten als Maler, Graphiker und Entwerfer sind über den norddeutschen Raum verstreut, so dass es einige Mühe machen würde, zu einem Gesamtbild seines Schaffens zu kommen.
Für seine Frau Ilse entwarf Rahm vielfältige Motive für Gobelins. Sie hatte sich die Kunst des Gobelin- und Handwebens autodidaktisch beigebracht. Im Laufe der Jahre erreichte sie eine solche Perfektion, dass ihr ein Meistertitel verliehen wurde. In freier Gestaltung webte sie Wandteppiche mit eingewirkten Bildern für den privaten Gebrauch. Infolge ihrer Bekanntheit als Webkünstlerin erhielt sie eine Vielzahl öffentlicher Aufträge. Ilse Rahm fertigte seit Mitte der 1950er Jahre Paramente für mehr als 50 evangelische Kirchen, die in ihrer Farbigkeit die vorgegebenen liturgischen Farben des Kirchenjahres und in ihren Motiven die Wünsche der Kirchengemeinden zu berücksichtigen hatten. Die Entwürfe stammten jeweils von ihrem Mann, der ebenfalls für die Kirchengemeinden tätig war. Mehrfach stellten Otto und Ilse Rahm gemeinsam aus. Nach einer schweren Erkrankung Otto Rahms zog das Ehepaar Rahm 1983 auf den „Kastanienhof“, den ihr Sohn Jürgen in der Nähe seines eigenen Wohnsitzes in Deinste zuvor für seine Eltern erworben hatte und umfassend hatte renovieren lassen. Otto und Ilse Rahm gehörten zusammen – in Arbeit und Liebe und Leben. Nach dem Tod seiner Frau Ilse stellte Otto Rahm seine künstlerische Tätigkeit vollkommen ein. Bei beiden kann von einem künstlerisch und menschlich erfüllten Leben gesprochen werden, das die aus der Welt empfangenen Eindrücke in sublimierter Form an diese Welt zurückgegeben hat.
In den Jahren 2016 bis 2023 ist der künstlerische Nachlass von der Familie als Schenkung an den Stader Geschichts- und Heimatverein e.V. übergeben worden. Er wird von den Museen Stade betreut und verwaltet.

## Werke (Auswahl)
- David und Saul (1942) (Privatbesitz)
- Hans Förster (1947) (Sammlungen Museen Stade)
- Hiob (1951) (Pastor-Behrens-Haus der ev.-luth. Kirchengemeinde St. Wilhadi, Stade)
- Selbstbildnis (1953) (Privatbesitz)
- Nordfriesische Küste bei Schobüll (Stiftung Historische Museen Hamburg, Sammlung Altonaer Museum)
- Darstellung des Heiligen Geistes (1966) (Wandmosaik, St. Martin-Kirche, Wilhelmshaven-Voslapp)
- Von den klugen und törichten Jungfrauen (1966) (Kunstschmiedeeisen-Wandrelief, Gemeindesaal, ev.-luth. Kirchengemeinde Harsefeld)
- Heidelandschaft (Kunstsammlung des NDR, Hamburg)
- Schnee im Alten Land (Sammlung Gerd Matthes, Kulturstiftung Altes Land, Museum Estebrügge)
- Trommler (Sammlungen Museen Stade)
- Gleich fällt der Amethyst ins Meer (Sammlungen Museen Stade)
- Kreuzigung (1975) (Johannisheim, Stade)
- Fredenbecker Mühle (Rathaus, Samtgemeinde Fredenbeck)
- Venti amica (1976) – Holzschnitt der Galerie-Holländer Windmühle in Hollern-Twielenfleth (Sammlungen Museen Stade)
- Ohne Titel (Wandmosaik, damaliger Neubau der Hauptstelle der Altländer Sparkasse in Jork) (Nicht erhalten)
- Zwei farbige Glasfenster (Friedenskapelle am Friedhof Stade-Wiepenkathen)
- Ohne Titel (Wandmosaik, im Eingang der Polizeiinspektion Verden/Osterholz, Verden)
- Heiliger Martin (Wandmosaik, Giebelwand des Gemeindehauses der ev.-luth. Kirchengemeinde St. Martin, Oldendorf)
- Die Niederelbe zwischen Hamburg und Stade: Vom Michel bis zu Stades St. Wilhadi (Wandmosaik, Arztpraxis in Horneburg)
- Giro (Wandmosaik, damaliger Neubau der Filiale Horneburg der Kreissparkasse Stade) (Nicht erhalten)
- Stade (1977) (Wandmosaik, Empfang im Firmengebäude der Dental-Werkstätten Stade)
- Altes Land (Wandmosaik, Schalterraum in der Filiale Neuenkirchen der Altländer Sparkasse) (Nicht erhalten)
- Vierteilige schmiedeeiserne Toranlage (Friedhof der ev.-luth. Kirchengemeinde St. Pankratius, Hamburg-Neuenfelde)
- Celsa – Originalabguss des Marienreliefs „Maria mit Jesuskind auf der Mondsichel“ der Hamburger Domglocke von 1487 (St. Nicolai-Kirche zu Hamburg-Altengamme, Sammlung Museum Estebrügge, Sammlungen Museen Stade)